# Бели штап
Бели штап или штап за слепе једно је ортопедских помагала намњено особама са оштећеним функцијама видома, преко кога особе са инвалидитетом добијају тактилне информације из околине, посебно током самосталног ходају.
И док бели штап носе само слепе особе, глувослепе особе носе црвено-бели штап.

## Историја
Штап се одавно користи за помоћ при кретању, а претходници белих штапова били су штапови за ходање и штапови за путовања, које су, међутим, користили и слепи и слабовиди.
Познато је да је Луј Брај, на пример, користио неку врсту штапа од ратана у 19. веку.
Бели штап постао је обележје особа са оштећењем вида од 1920-их, када је Енглез који је био ослепљен несрећом, Џејмс Бигс, офарбао свој штап у бело. Осећао се несигурно међу све већим бројем моторизованог саобраћајних средстава и желео је да привуче пажњу возача белим штапом.
Прошло је десетак година од Бигсовог изума док бели штапови нису постали уобичајени.
У Француској је 1931. Гили д'Ербемон покренуо такозвану кампању Белог штапа и, између осталог, Паризу донирао 5000 белих штапова.
Слична кампања је пријављена и у Великој Британији, под покровитељством Ротаријанаца, али је тек неколико деценија касније у односу на Француску (1931) бели штап постао чешћи у овој земљи.
Најранији бели штапови су били кратки и слични помагалима за ходање, данас познатима као бели штап за подршку.
Бели штап је редизајниран после Другог светског рата, када је Ричард Хувер, који је рехабилитовао слепе војнике у Сједињеним Америчким Државама, открио да је кретање дужим штапом боље јер му омогућава да осети околину из далека. Са новим моделом развијене су и технологије руковања трском.
У Сједињеним Америчким  Државама 6. јула 1963. године Национална федерација слепих је предложила Дан белог штапа у знак признања права слепих, на слободу самосталног кретања уз помоћ белог штапа.
Конгрес САД је донео одлуку 6. октобра 1964, а председник Линдон Б. Џонсон је 15. октобар прогласио Даном белог штапа. Од тада до данас Дан белог штапа се проширио на свет и још увек се обележава 15. октобра.
Данас се захваљујући белом штапу слабовиде особе много самосталније крећу, али су им у међувремену и разна друга помагала олакшала кретање.

## Намена и конструкција
Слепе или салбовиде особе првенствено се приликом кретања користе тактилне информације. Један од приповедача назвао је руке својим очима. Многи објекти
могу се осетити директно рукама, а вредне тактилне информације добијају се и додиром стопала. Ово су подаци о структури тла (трава, шљунак, асфалт) и његов дисконтинуитет (жлебови, рупе, трамвајске шине), на типу подлоге (камен, паркет, влажан, клизав). Сви ови елементи могу ефикасно допунити појам о непосредном окружење. Крећући се кроз град за већина слепих људи (према њиховим изјавама) је кључна улога тактилне информације добијене коришћењем белог штапа. Бели штап, као стандардног механичког помагала за слепе, које им проширује хаптички простор, односно простор који они истражују додиром као осећајем контакта.
Бели штап је помоћно средство за кретање за слабовиде, који је беле боје и често има рефлектујућу површину.  Бели штап се бира према изгледу, брзини хода и одзиву. Слабовидим и слепим особама потребан је што дужи штап који омогућава особи да правовремено уочи препреке, степенице, ударне рупе и калдрму (неравнине на коловозу). Уместо дугог штапа, особа која још увек има способност кретања може да користи краћи штап којим углавном може да осети дубину ивице улице.
Материјал који се користи за прављење белих штапова је најчешће алуминијум или су то угљенична влакна . На неким моделима, дно штапа је црвено што даје добар контраст у односу на снег или мокре улице. Бели штап мора бити довољно јак као и спојеви склопивих модела који такође морају биити јаки. Што су спојеви штапа бољи и чвршћи, то штап чулима корисника даје боље информације.
За децу и особе са вишеструким сметњама у развоју предвиђен је штап са малим точком на крају који им служи за обуку; и обично крај таквог штапа има округли врх или врх у облику сузе. Врхови потпорних шипки су често гумени, а зими омогућавају употребу по леду.  
У неким земљама штап има додатне боје које имају своје значење (нпр у Великој Британији црвено-бели пругасти штап је намењен за глуве и слепе особе) .
Препоручљиво је користити бели штап са такозваном техником клатна, у којој се штапом маше са једне на другу страну.  Уз помоћ ове технике штап пружа информације о разликама у нивоу пута, материјалу површине и могућим препрекама. Међутим, штап није у стању да открије препреке изнад стазе, као што су вешалице, плитке тенде, путокази изнад стазе и гране. Такве препреке се могу означити на пролазу тако да се могу открити штапом.

## Намена
Бели штапићи помаже слабоводим или спепим особам да обављају следеће четири функције:
| Функција               | Намена | Слика |
| ---------------------- | --- | ----- |
| Функција сигнализације | Сигналне функције подразумевају да бели штап пролазнике упозорава на особу са тешким оштећењем вида и због тога је неопходно узети у обзир ову чињеницу и по потреби му пружити помоћ. Сваки бели штап испуњава ову функцију. |       |
| Заштитна функција      | Штап његовог корисника унапред упозорава на препреку и тако га штити од могућег судара. |       |
| Функција оријентације  | Штап тражи тактилне тачке и знакове и на тај начин помаже у просторној оријентацији и самосталном кретању слепих особа. |       |
| Функција подршке       | Штап је средство подршке, код нарушених функција ходања, за старије и болесне особе са оштећеним видом. |       |